# Sam Maes
Sam Maes (* 7. Juni 1998 in Edegem) ist ein belgischer Skirennläufer. Er ist auf die Disziplinen Riesenslalom und Slalom spezialisiert.

## Biografie
Maes wurde in Edegem in der Nähe von Antwerpen geboren. Als er zwei Jahre alt war, zog er mit seiner Familie nach Zell am See in Österreich, wo er heute noch lebt. Als Sechsjähriger trat er dem dortigen Skiclub bei und begann an Rennen teilzunehmen. In seiner Jugend spielte er auch Fußball, Tennis und Golf. Er schloss das Skigymnasium Saalfelden mit der Matura ab und studiert Ingenieurwissenschaften an der Hochschule Bad Reichenhall.
Als 16-Jähriger nahm Maes im August 2014 in Neuseeland erstmals an FIS-Rennen teil. Im Januar 2015 folgte die Teilnahme am European Youth Olympic Festival in Malbun (Liechtenstein). Der erste Sieg in einem FIS-Rennen gelang ihm im August 2015 beim Slalom im Tiffindell Ski Resort in Südafrika, einen Tag nachdem er Südafrikanischer Meister geworden war. Sein bestes Ergebnis bei den Olympischen Jugend-Winterspielen 2016 in Lillehammer war der siebte Platz im Riesenslalom. Ein Jahr später, bei den Juniorenweltmeisterschaften 2017 in Åre, gewann er überraschend die Bronzemedaille im Mannschaftswettbewerb.
Ab Dezember 2017 startete Maes bei Europacup-Rennen, blieb aber im Winter 2017/18 ohne zählbares Ergebnis. Bei den Olympischen Winterspielen 2018 in Pyeongchang belegte er Platz 32 im Riesenslalom. Weitaus erfolgreicher war er im Sommer beim Australia New Zealand Cup 2018: Mit einem Sieg und drei weiteren Podestplätzen entschied er die Riesenslalom-Wertung für sich und belegte in der Gesamtwertung den dritten Platz. Dadurch machte er in der FIS-Rangliste einen weiten Sprung nach vorne, sodass er am 18. November 2018 im Slalom von Levi sein Weltcup-Debüt hatte. Drei Wochen später, am 8. Dezember beim Riesenslalom von Val-d’Isère, belegte er Platz 28 und holte damit erstmals Weltcuppunkte. Bei den Juniorenweltmeisterschaften 2019 im Fassatal, gewann Maes sowohl im Riesenslalom als auch im Slalom die Bronzemedaille. Sein vorerst bestes Weltcupergebnis erzielte er am 9. März 2019 mit Platz 12 im Riesenslalom von Kranjska Gora.
Beim Weltcup-Auftakt in Sölden im Oktober 2020 belegte er den 18. Platz. Während des Trainings auf der Reiteralm im Januar 2021 erlitt er einen Kreuzbandriss und fiel für die restliche Saison 2020/21 aus. In der Saison 2021/22 startete Maes hauptsächlich im Europacup, wo er beim Saisonfinale in Soldeu seinen ersten Sieg feiern konnte. Weniger erfolgreich war sein Comeback im Weltcup, wo er ohne Punkte blieb.
Besser lief es in der Saison 2022/23. Im zweiten Riesentorlauf von Alta Badia am 19. Dezember 2022 erreichte er zum ersten Mal seit über zwei Jahren die Weltcup-Punkteränge, wobei er gleich sein bisher bestes Karriereresultat auf Rang 11 verbesserte. Im weiteren Saisonverlauf qualifizierte er sich mehrfach mit hohen Nummern auch im Slalom für den zweiten Durchgang, seine ersten Weltcuppunkte in dieser Disziplin gelangen ihm dabei am 4. Februar 2023 mit Rang 18 im Slalom von Chamonix. Bei den Alpinen Skiweltmeisterschaften 2023 erreichte er mit Rang 9 im Parallelrennen seine erste Top-10-Platzierung bei internationalen Titelkämpfen. Am 1. März 2025 gelang ihm dies mit Rang 10 im Riesentorlauf von Kranjska Gora erstmals auch im Weltcup. Zwei Wochen später ließ er in Hafjell in derselben Disziplin mit dem 9. Platz seine erste einstellige Klassifizierung auf Weltcupebene folgen.

## Erfolge

### Olympische Spiele
- Pyeongchang 2018: 32. Riesenslalom

### Weltmeisterschaften
- Åre 2019: 26. Riesenslalom
- Courchevel 2023: 9. Parallelrennen, 12. Mannschaft
- Saalbach-Hinterglemm 2025: 19. Slalom, 25. Riesenslalom

### Weltcup
- 10 Platzierungen unter den besten 15

### Weltcupwertungen
| Saison  | Gesamt | Gesamt | Riesenslalom | Riesenslalom | Slalom | Slalom |
| Saison  | Platz  | Punkte | Platz        | Punkte       | Platz  | Punkte |
| ------- | ------ | ------ | ------------ | ------------ | ------ | ------ |
| 2018/19 | 105.   | 35     | 32.          | 35           | -      | -      |
| 2020/21 | 131.   | 13     | 46.          | 13           | -      | -      |
| 2022/23 | 77.    | 73     | 27.          | 60           | 47.    | 13     |
| 2023/24 | 56.    | 133    | 22.          | 108          | 40.    | 25     |
| 2024/25 | 54.    | 157    | 19.          | 121          | 40.    | 36     |

### Europacup
- Saison 2021/22: 10. Riesenslalomwertung
- 3 Podestplätze, davon 2 Siege:

| Datum            | Ort    | Land       | Disziplin    |
| ---------------- | ------ | ---------- | ------------ |
| 16. März 2022    | Soldeu | Andorra    | Riesenslalom |
| 2. Dezember 2022 | Gurgl  | Österreich | Riesenslalom |

### Australia New Zealand Cup
- Saison 2018: 1. Riesenslalomwertung, 3. Gesamtwertung,
- Saison 2024: 1. Gesamtwertung, 1. Slalomwertung
- 6 Podestplätze, davon 2 Sieg

### Juniorenweltmeisterschaften
- Åre 2017: 3. Mannschaftswettbewerb, 21. Riesenslalom, 57. Super-G
- Davos 2018: 45. Riesenslalom
- Fassatal 2019: 3. Riesenslalom, 3. Slalom

### Weitere Erfolge
- European Youth Olympic Festival 2015: 36. Riesenslalom
- Olympische Jugend-Winterspiele 2016: 7. Riesenslalom, 9. Mannschaftswettbewerb, 19. Slalom, 23. Super-G, 30. Kombination
- 5 Siege in FIS-Rennen